# Nienke van Hichtum

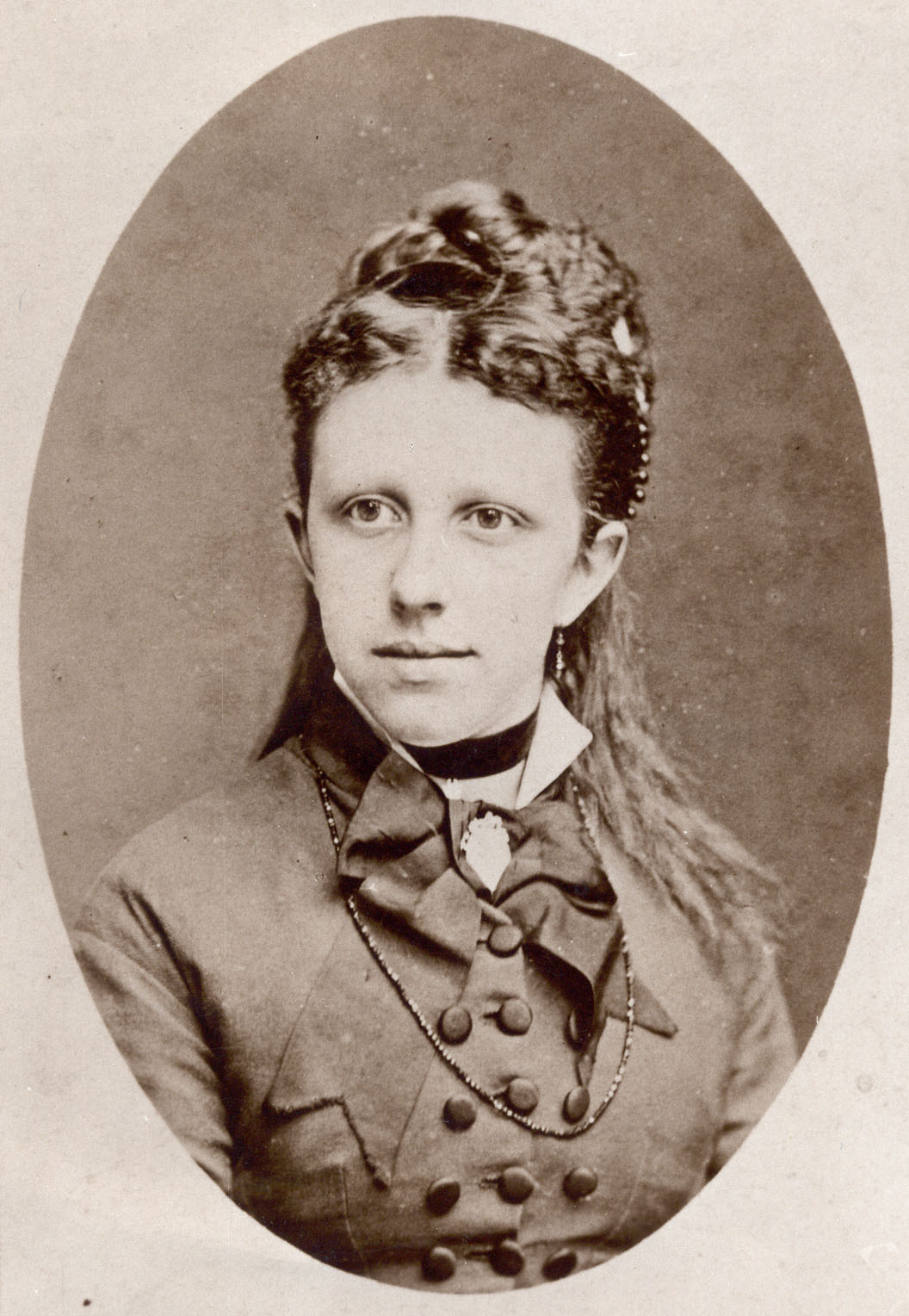
Nienke van Hichtum

Nienke van Hichtum (friesisch: Nynke fan Hichtum) ist das Pseudonym von Sjoukje Maria Diderika Troelstra-Bokma de Boer (* 13. Februar 1860 in Nes, Niederlande; † 9. Januar 1939 in Hilversum). Sie war eine bekannte niederländische und friesische Übersetzerin, Märchen- und Kinderbuchautorin.
Ihr, in den Niederlanden und später ins Englische übersetzte, bekanntestes Buch ist Afke's tiental (Afke*s Ten), eine Geschichte über das Leben einer armen kinderreichen Landarbeiterfamilie in Friesland um die Jahrhundertwende.

## Jugendjahre
Sjoukje Bokma de Boer war die fünfte und jüngste Tochter von Albertus Minderts Bokma de Boer und Dieuwke Jans Klaasesz. Bokma de Boer war ein liberaler Pfarrer in einer reformierten Glaubensgemeinschaft, in welcher die Bevölkerung, bestehend aus Bauern und Fischern, nicht viel von ihren geistlichen Führern hielt.
Von ihrem Vater erbte Sjoukje ihr Talent zum Geschichten erzählen. Nach der Volksschule (1875 bis 1879) wurde sie auf das Internat des Schulleiters Scheltema in Dokkum geschickt. Scheltema erkannte ihr Talent und ermunterte sie zum Schreiben.

## Heirat
1885 verlobte Sjoukje sich mit Pieter Jelles Troelstra, der in Groningen Jura studierte. Sie heirateten 1888 und bekamen zwei Kinder, Dieuwke und Jelle (später ein bekannter Zeichner). Troelstra arbeitete an einer friesischen Literaturzeitschrift namens For hûs en hiem (Für Haus und Heim), an der auch Sjoukje mitwirkte. Hier arbeitete sie hauptsächlich an der Kinderrubrik. Als Pseudonym benutzte sie den Namen ‘Nienke van Hichtum’. ‘Nienke’ war vermutlich abgeleitet von den Namen zweier Frauen, die ihr früher Geschichten vorlasen, Nynke fan Foudgum und Nynke fan Syds. Letztere war eine Bekannte ihrer Eltern. Und der "Familienname" ‘Van Hichtum’ rührt wahrscheinlich von dem Namen eines kleinen friesischen Dorfes im Norden von Boalsert her. Ihr Mann mühte sich ein großer friesischer Dichter zu werden und wurde hierin von Sjoukje unterstützt. Jedoch interessierte sich Troelstra bald zunehmend für die Politik und schloss sich der sozialistischen Bewegung an. Auch Sjoukje wurde durch den Zeitgeist ergriffen und sympathisierte mit den Prinzipien der Bewegung.

## Der RomanAfke’s tiental
Troelstra wurde mehr und mehr in seine politische Arbeit eingebunden, so war er Mitbegründer der Sociaal Democratische Arbeiders Partij – SDAP (Sozialdemokratischen Arbeiterpartei), und befand, dass seine Frau sich um die Kinder kümmern sollte. Sjoukje, nach zwei Geburten geschwächt, hatte nun alle Hände voll mit der Erziehung der Kinder und dem Haushalt zu tun. Sie erkannte mehr und mehr, dass ihre Unabhängigkeit und Kreativität zu zerbrechen drohte.
Auch das Einkommen verringerte sich, so dass sich die Familie arg mühen musste, wenn sie über die Runden kommen wollte. 1897 wurde ihr Mann für den Wahlbezirk Tytsjerksteradiel in die Zweite Kammer des niederländischen Parlaments gewählt.
Sjoukje gab ihre schriftstellerische Tätigkeit nicht auf, sondern versuchte mit Kinderbüchern und journalistischen Arbeiten das Familieneinkommen aufzubessern.
1900 musste Troelstra aufgrund der sogenannten „Hogerhuis-Affäre“ einen Monat ins Gefängnis. In dieser Zeit schrieb Sjoukje den Roman Afke's tiental über eine Familie armer friesischer Landarbeiter. Dieses Werk sollte sie weltberühmt machen.
Zwischen 1904 und 1938 legte Sjoukje de Boer eine Sammlung von rund 2600 Volksliedern an, darunter Kinderlieder und Weihnachtslieder. Die Sammlung befindet sich heute im Besitz des Meertens Instituuts unter dem Namen: Handschriftencollectie volks- en kinderliederen van Nynke van Hichtum. Die Lieder sind auch in der Nederlandse Liederenbank (Ndl. Liederdatenbank) zu finden.

## Scheidung
Trotz ihrer angeschlagenen Gesundheit und der vielen Arbeit im Haus stand Nienke van Hichtum weiterhin treu zum Sozialismus. Sie arbeitete mit an der sozialistischen Tageszeitung Het Volk und als Rezensentin des Schwesterblatts Het Kind.
Die Idee hinter den neuen Landerziehungsheimen veranlasste das Ehepaar ihre beiden Kinder in einem solchen unterzubringen. Das ermöglichte Sjoukje auch eine dringend notwendige Kur im Ausland zu machen.
Diese Verschiebungen aber brachten zusätzlichen Druck in die Ehe. Zudem Pieter im Jahr 1906, nach dem Tod seines Vaters, den Direktorenposten der Versicherungsgesellschaft Neerlandia übernahm. Auch hatte Troelstra ein Verhältnis mit der Haushälterin der Familie. Letztlich führte dies alles zur Trennung zwischen Sjoukje und Pieter Jelles im Jahr 1907.

## Letzte Jahre
Nienke van Hichtum begann Märchen aus der ganzen Welt zusammenzutragen und teilweise in eigenen Büchern nachzuerzählen. Sie übersetzte auch bekannte Kinderbücher wie Pu der Bär und Robinson Crusoe. Erst zu Beginn der 1930er Jahre kehrte sie zu ihren Wurzeln zurück, um eigene Jugendbücher zu schreiben. Obwohl sie bereits lange in Hilversum lebte, spielten die Geschichten wieder in Friesland.
Obwohl sie sich nie aktiv an den Kampf für mehr Frauenrechte beteiligte oder an sonstigen Auseinandersetzungen gegen soziale Ungerechtigkeiten teilnahm, blieb sie stets den sozialistischen Ideen verbunden. Sie starb zu Jahresanfang 1939. Ihre Asche wurde in der Nordsee verstreut.

## Namensgeberin eines Literaturpreises
Der Nienke van Hichtum-prijs (in Originalschreibweise auch verkürzt N. v Hichtum-prijs) ist ein niederländischer Literaturpreis, der alle zwei Jahre an Autoren von Kinderbüchern verliehen wird. Er wurde im Jahr 1964 von der Jan-Campert-Stichting ins Leben gerufen.

## Film
Der Regisseur Pieter Verhoeff verfilmte das Leben von Nienke van Hichtum in den Film Nynke (mit Monic Hendrickx und Jeroen Willems in den Hauptrollen). Als Grundlage diente das Buch De Oare Helte (friesisch für "Die andere Hälfte"), niederländischer Titel: Eigen Waarde (zu deutsch "Selbstwertgefühl") von Tineke Steenmeijer-Wielenga.

## Bibliografie
- 1887 – Teltsjes yn skimerjoun
- 1897 – Sip-su, de knappe jongen
- 1898 – Uit verre landen
- 1898 – De geschiedenis van den kleinen Eskimo Kudlago
- 1899 – Hoe een kleine Kafferjongen page bij de koning werd
- 1900 – Oehoehoe in de wildernis (Folgeband)
- 1901 – Een Kafferse heldin (Folgeband)
- 1902 – Afke's tiental (1957 wieder in friesischer Sprache herausgegeben als De tsien fan Martens Afke)
- 1905 – Friesche schetsen
- 1905 – Het apenboek
- 1907 – Een bloemensprookje door Agot Gjems Selmer. Vorlesebuch für kleine Kinder mit einem Vorwort von Nienke van Hichtum
- 1908 – Der wier ris in âld wyfke
- 1908 – Er was eens een oud vrouwtje
- 1911 – Moeders vertellingen
- 1911 – Kajakmannen, Groenlandsche avonturen, (Kajakmänner: Erzählungen grönländischer Seehundsfänger) Original von Signe Rink, Ehefrau von Hinrich Johannes Rink (nacherzählt)
- 1913 – Oude en nieuwe verhalen
- 1918 – De tooverhoed (neu erzählt)
- 1920 – Gouden sprookjes van gebrs. Grimm (nacherzählt)
- 1921 – Vertellingen uit de Duizend en één nacht (Geschichten aus 1001 Nacht) (übersetzt)
- 1922 – Het groot vertelselboek
- 1923 – Het leven en de wonderbare lotgevallen van Robinson Crusoë (nacherzählt)
- 1924 – Jetse, een Friesche vertelling (später veröffentlicht von Jelle van Sipke-Froukjes.)
- 1924 – De verstandige poedel
- 1929 – Winnie de Poeh, für niederländische Kinder, nacherzählt von Nienke van Hichtum
- 1930 – De prinses op de erwt (nacherzählt)
- 1930 – Vier duizend kilometer door de Poolwoestijn
- 1931 – Sprookjes van Hauff (ursprünglich De mooiste wonderverhalen van Wilhelm Hauff) (Bearbeitung)
- 1932 – Jelle van Sipke-Froukjes
- 1932 – Oom remus vertelt sprookjes van de oude plantage aan den kleinen jongen., Original von Joel Chandler Harris, (Bearbeitung)
- 1933 – Russische sprookjes
- 1934 – Zwarte Jacob van den Valkenburg
- 1936 – (mit Jop Pollmann), Het Spel van Moeder en Kind. Oude kinderrijmen voor jonge ouders.
- 1936 – Schimmels voor de koets of ... vlooien voor de koekepan?
- 1937 – Drie van de oude plaats, 1950 bearbeitet und in friesischer Sprache herausgegeben als Jonge Jaike fan it Aldhiem
- 1937 – Oude bekenden, 2003 herausgegeben als Alde kunde, in mearkeboek

nach ihrem Tod
- 1939 – Nienke van Hichtum vertelt weer
- 1939 – De jonge priiskeatser (Friese versie van Jelle van Sipke-Froukjes.)
- 1948 – Geplukte bloemetjes, een bundel heel kleine verhaaltjes